# アメリカンパスタイム 俺たちの星条旗
『アメリカンパスタイム 俺たちの星条旗』（アメリカンパスタイム おれたちのせいじょうき、American Pastime）は、第二次世界大戦中、何千人もの日系アメリカ人が強制収容されたユタ州のトパーズ戦争移住センターを舞台として、2007年に制作されたフィクション映画。
映画の内容は基本的に架空の物語であるが、実際に起こった出来事を踏まえて収容所での生活を描いており、そこでは収容者たちにとって野球が現実を忘れられる大きな行事のひとつとなっていた。プロデューサーのケリー・ヨー・ナカガワ (Kerry Yo Nakagawa) は、特にインスピレーションとなっているのは、ヒラリバー戦争移住センターで野球場の建設を主導し、収容者の野球リーグを組織した銭村健一郎 (Kenichi Zenimura) とその家族の経験であったと語っている。ロケーション撮影の場面は、実際に収容所があった場所からさほど遠くない荒涼とした荒地で撮影された。

## あらすじ
主人公ライル・ノムラは、ロサンゼルス生まれ日系二世。両親と兄とともに暮らしていたが、日米開戦によって生活は覆され、ユタ州の僻地に設けられたトパーズ収容所へ送られ、砂漠の中でフェンスに囲まれ監視される生活が始まった。
ライルの父カズ・ノムラは子どもの頃に渡米した一世で、野球に長じており、独立リーグでプレーした経験もあった。カズは収容所の中で野球をしよう言い出し、やがて一家や仲間の協力も得て、収容者たちは野球に興じるようになる。...

## キャスト
- アーロン・ヨー - ライル・ノムラ (Lyle Nomura)：ノムラ家の次男
- 中村雅俊 - カズ・ノムラ (Kaz Nomura)：ライルの父
- ジュディ・オング - エミ・ノムラ (Emi Nomura)：ライルの母
- レオナルド・ナム - レーン・ノムラ (Lane Nomura)：ライルの兄
- ゲイリー・コール - ビリー・バレル (Billy Burrell)：看守
- オレシャ・ルーリン（英語版） - ケイティ・レイズ (Cathy Reyes)：音楽教師

中村雅俊はハリウッド映画初出演。